# Певања на виру
„Певања на виру” је југословенски кратки ТВ филм из 1983. године. Режирао га је Владан Слијепчевић а сценарио је написао Миодраг Павловић.

## Улоге
| Глумац        | Улога |
| ------------- | ----- |
| Предраг Ејдус |       |